# 胡凡夫
胡凡夫（1921年—），男，浙江镇海人，中国科技管理工作者，曾任北京图书馆副馆长，中国科学院系统科学研究所党委书记、副所长，中国数学会常务理事，中国系统工程学会常务理事。